# Larry Craig
Larry Edwin Craig (* 20. června 1945) je americký konzervativní politik (republikán) státu Idaho, ve výslužbě. Byl 10 let členem sněmovny reprezentantů USA a poté 18 let členem amerického senátu. Jeho 28 let v Kongresu je druhým nejdelším působením v historii Idaha, před ním je pouze William Borah, který byl v Senátu více než 32 let. Kromě působení v Kongresu je Larry Craig od roku 1983 také členem správní rady vlivné Národní střelecké asociace (anglicky National Rifle Association). V roce 2007 byl vybrán do Síně slávy státu Idaho, ale nebyl do ní uveden.
V roce 2007 jeho politickou kariéru ukončilo zatčení za nabídku homosexuálního sexu na letištních záchodcích.

## Po odchodu z amerického senátu
Po odchodu do důchodu otevřel s bývalým vedoucím svého štábu, Mikem Warem, poradenskou firmu New West Strategies, která se zaměřovala na otázky energetiky. Poradenská firma svoji činnost ukončila v roce 2019.